# 拝島駅

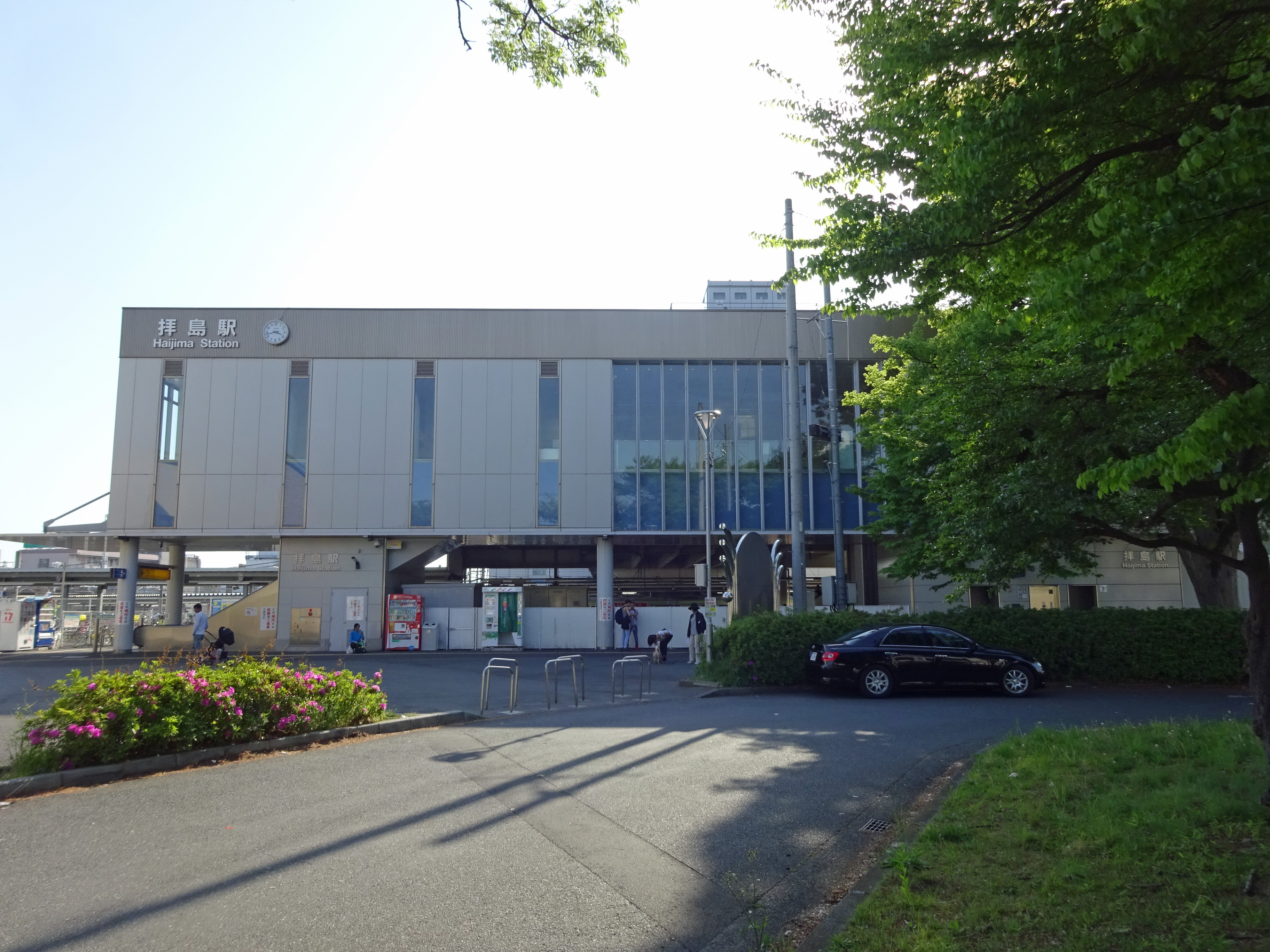
北口（2018年4月）

拝島駅（はいじまえき）は、東京都昭島市と福生市にまたがる、東日本旅客鉄道（JR東日本）・日本貨物鉄道（JR貨物）・西武鉄道の駅である。
所在地は、JR東日本が昭島市松原町四丁目、西武鉄道が昭島市美堀町五丁目である。

## 乗り入れ路線
JR東日本の各線（後述）と、西武鉄道の拝島線の2社4路線が乗り入れている。JR線と西武線の連絡改札は設置されておらず、乗り換えにはそれぞれの改札を通過する必要がある。
JR東日本の駅に乗り入れている路線は青梅線・五日市線・八高線の3路線であり、このうち青梅線を所属線としている。五日市線は当駅が起点で、一部列車は青梅線立川駅方面へ乗り入れている。青梅線・五日市線は駅番号として「JC 55」が与えられている。また西武拝島線は当駅が終点であり、駅番号として「SS36」が付与されている。
なお、JR貨物は青梅線の当駅から立川方のみ、第二種鉄道事業免許を有している。

## 歴史
- 1894年（明治27年）11月19日：青梅鉄道（後の青梅電気鉄道）立川 - 青梅間開通と同時に開業[2]。旅客および貨物の取り扱いを開始。南口に初代駅舎開設、瓦葺きの木造平屋で広さ16坪[4]。
- 1925年（大正14年）
  - 4月21日：五日市鉄道の拝島仮停車場が開業[5]。
  - 5月15日：五日市鉄道拝島 - 拝島仮停車場間延伸開業、同時に仮停車場を廃止し、駅舎を南側の場所に移改築（2代目駅舎）[4][6]。
- 1930年（昭和5年）7月13日：五日市鉄道立川 - 当駅間が開通[5][7]。
- 1931年（昭和6年）12月10日：鉄道省八高線八王子 - 東飯能間が開通[8]。八高線ホームおよび地下連絡通路を新設[4]。
- 1940年（昭和15年）10月3日：五日市鉄道が南武鉄道に合併し、同社の五日市線となる[5][7]。
- 1944年（昭和19年）
  - 4月1日：青梅電気鉄道と南武鉄道が戦時買収私鉄に指定され国有化され、国鉄青梅線と五日市線となる[5][7][8]。
  - 10月11日：五日市線立川駅 - 当駅間が不要不急線として休止（実質廃止）[5][7]。
- 1959年（昭和34年）8月：駅舎を改築（3代目駅舎）。南口がある五日市線ホームと青梅線ホームをつなぐ跨線橋を建設[4]。
- 1961年（昭和36年）2月17日：五日市線の当駅 - 武蔵岩井間（後に武蔵五日市 - 武蔵岩井間は廃止）が電化される。
- 1965年（昭和40年）：みどりの窓口開設[4]。
- 1968年（昭和43年）5月15日：西武拝島線玉川上水 - 当駅間が開通。北口を開設、跨線橋を西武線まで延長[4]。
- 1971年（昭和46年）2月1日：駅舎の一部を改築[9]。コントロールセンター設置。
- 1976年（昭和51年）10月26日：南口駅舎を2階建てに改築（4代目駅舎）[4]。
- 1982年（昭和57年）11月15日：五日市線の当駅 - 大久野駅間の貨物運輸営業を廃止する[10]。
- 1984年（昭和59年）2月1日：JR東日本の荷物扱い廃止[2]。
- 1987年（昭和62年）4月1日：国鉄分割民営化に伴い、国鉄の駅は東日本旅客鉄道（JR東日本）・日本貨物鉄道（JR貨物）の駅となる[5]。
- 1990年（平成2年）10月：1番線に五日市線の0キロポストを設置[新聞 1]。
- 1991年（平成3年）1月27日：青梅線（2・3番線）ホームを拡張。日本では珍しい発泡スチロールを積み重ねる工法で施工された。
- 1993年（平成5年）
  - 11月1日：北口に自動改札機を設置[11]。
  - 11月11日：南口に自動改札機を設置[11]。
- 1996年（平成8年）3月16日：八高線の八王子 - 高麗川間が電化される[新聞 2]。
- 2001年（平成13年）11月18日：JR東日本でICカード「Suica」の利用が可能となる[報道 2]。
- 2005年（平成17年）
  - 月日不明：橋上駅舎化工事開始（5代目駅舎）。
  - 12月4日：八高線（4・5番線）ホームを拡張。
- 2007年（平成19年）
  - 3月18日：西武鉄道でICカード「PASMO」の利用が可能となる[報道 3]。
  - 5月19日：地下連絡通路閉鎖。
  - 8月24日：橋上駅舎化に伴い自由通路の大部分が開通。同時にDila拝島も開業。JR東日本・西武間の乗り換え専用連絡通路は引き続き設置される[報道 4][報道 5]。
- 2008年（平成20年）3月15日：橋上駅舎化工事の進展に伴い、JR東日本・西武間乗り換え専用連絡通路を廃止。
- 2009年（平成21年）5月31日：安全上の観点から市道北143号踏切を廃止。
- 2010年（平成22年）3月：橋上駅舎化工事完了。
- 2015年（平成27年）3月28日：八高線ホーム5番線にて昇降式ホーム柵の使用を開始（試行導入）[報道 6][報道 7]。
- 2016年（平成28年）12月4日：青梅・五日市線にて東京圏輸送管理システム（ATOS）を導入。
- 2021年（令和3年）11月15日：1番線ホームを延伸及び拡幅[報道 8]。
- 2022年（令和4年）1月6日：JR東日本の駅にブース型シェアオフィス「STATION BOOTH」が開設[報道 9]。
- 2023年（令和5年）
  - 10月31日：みどりの窓口の営業を終了[12]。
  - 11月1日：話せる指定席券売機を導入[12]。

## 駅構造
現行の5代目となる駅舎は、昭島市と福生市の境界上に位置し、各ホームも両市にまたがって所在する。なお、旧駅舎時代の駅舎所在地は昭島市のみとなっていた。
南口が昭島市、北口が福生市に面している。コンコースに設置されているステンドグラス（原画制作・監修 ルイ・フランセン）は「多摩川の清流＝豊かで清らかな水の流れ」を共通テーマとしつつ、南口側が「アキシマクジラ」、北口側が「七夕まつり」などをモチーフとしている。なお、北口立川方出入口は昭島市に所在する。
駅舎は自由通路を備える橋上駅舎で、JR東日本・西武の改札口がある。ホーム番号は南側から順に付与されており、西武ホームはJRの連番で設定している。
また、当駅には2009年まで「市道北143号踏切」が設置されており、128メートルという長さから「日本一長い踏切」として知られていたが、安全上の観点から同年5月31日に閉鎖されている。

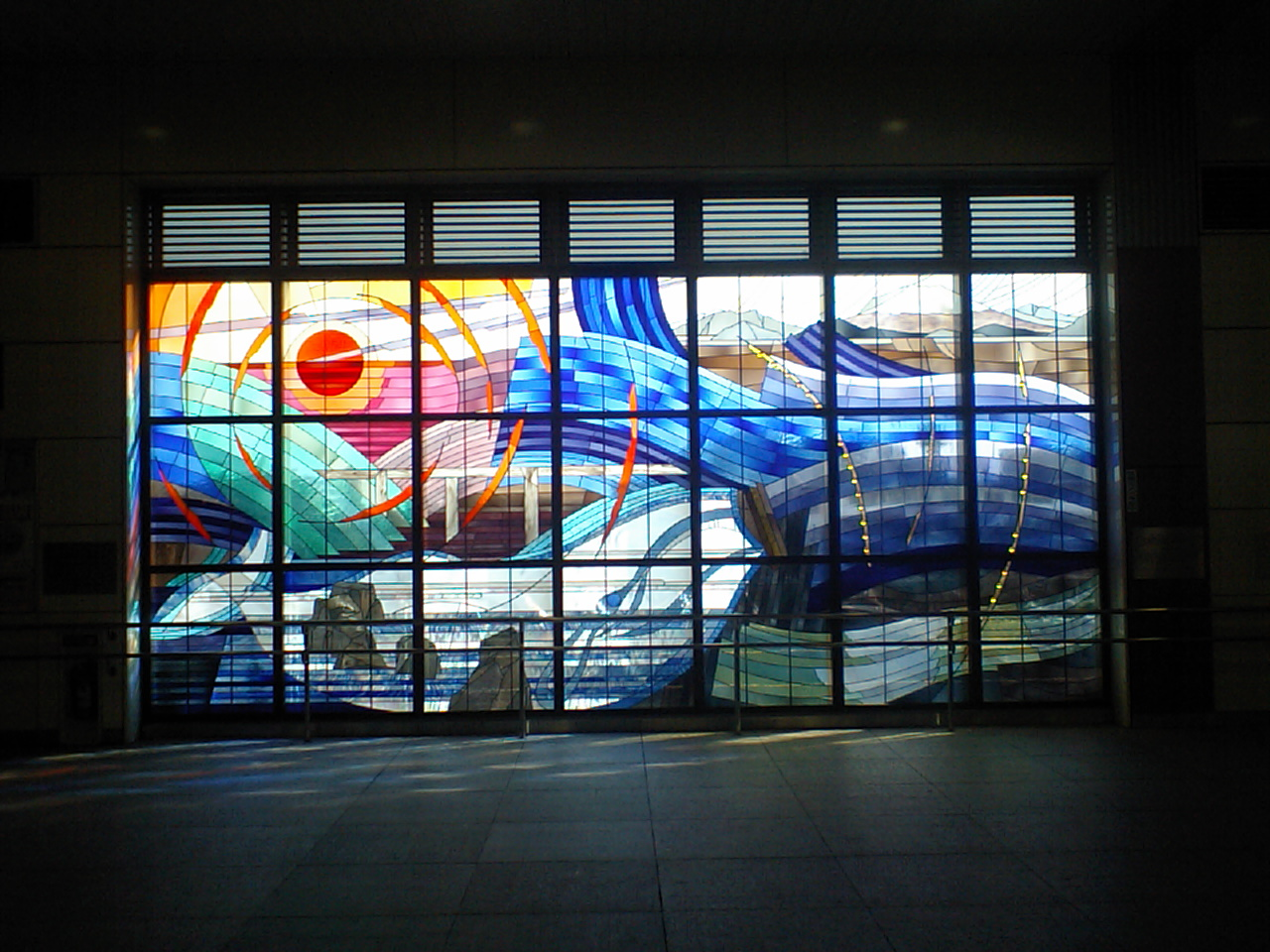
南口側のステンドグラス
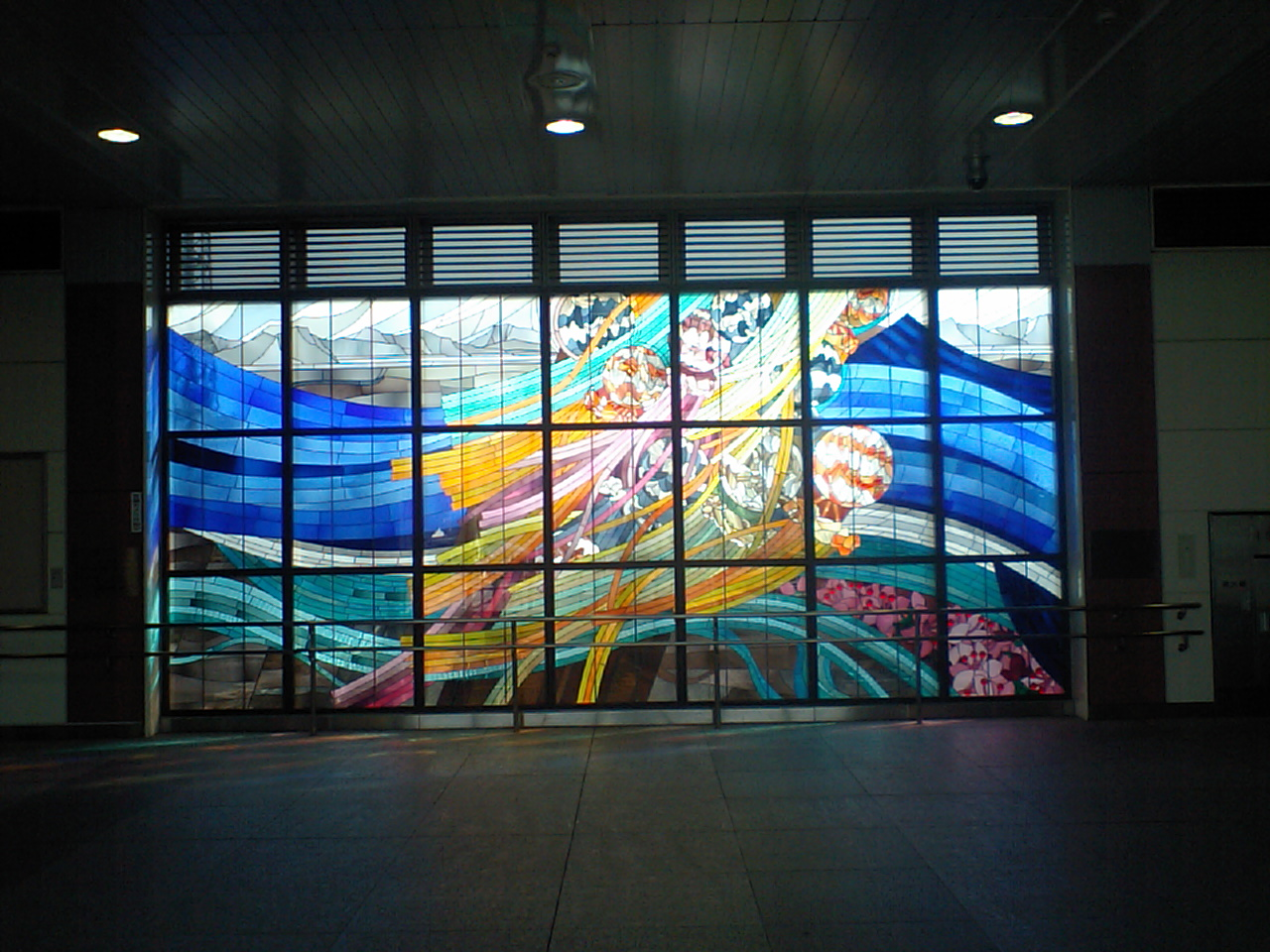
北口側のステンドグラス

### JR東日本
単式ホーム1面1線と島式ホーム2面4線、計3面5線のホームを有する地上駅である。八王子支社管轄。
拝島営業統括センター（拝島駅、高麗川駅、青梅駅）管内の直営駅で、駅長を配置している。また、改札外に自動券売機・多機能券売機・指定席券売機・話せる指定席券売機、ホーム上に待合室や自動販売機、証明写真機（2・3番線のみ）が設置されている。
2015年3月より八高線上り5番線ホームに、昇降バー式ホームドアを試行導入していたが、のちに撤去されている。
当駅は昭島駅ともども、拝島大師の最寄り駅であり、当駅2・3番線ホームの立川方には「拝島大師下車駅」と記された柱が立っている。かつては柱の上に名物のだるまが載っていた。

#### のりば
| 番線 | 路線           | 方向 | 行先                 | 備考                                                                      |
| ---- | -------------- | ---- | -------------------- | ------------------------------------------------------------------------- |
| 1    | 五日市線       | 下り | 秋川・武蔵五日市方面 | 一部列車は2番線                                                           |
| 2    | 青梅線         | 下り | 青梅・奥多摩方面     |                                                                           |
| 3    | 青梅線・中央線 | 上り | 立川・新宿・東京方面 | 一部列車は1・2番線 立川駅から 中央線へ直通（新宿・東京方面行の列車）      |
| 4    | ■ 八高線       | 下り | 高麗川・高崎方面     | 八高線下りは高麗川駅から川越線川越方面へ直通 高崎方面は高麗川駅で乗り換え |
| 4    | ■ 川越線       | 下り | 川越方面             | 八高線下りは高麗川駅から川越線川越方面へ直通 高崎方面は高麗川駅で乗り換え |
| 5    | ■ 八高線       | 上り | 小宮・八王子方面     | 一部列車は4番線                                                           |

（出典：JR東日本:駅構内図）
- かつて、青梅・武蔵五日市行きと高麗川（箱根ケ崎）・武蔵五日市行き[注 3]、および「ホリデー快速おくたま」「ホリデー快速あきがわ」は当駅で連結・切り離しを実施していた。このため、停車時間が長くとられていた。なお青梅線は、上下とも関係なく当駅で時間調整のために長時間停車する列車が平日ダイヤ・土休日ダイヤ問わず設定されており、中には8 - 11分程度当駅に停車する列車、土曜・休日ダイヤには下り列車に限り、当駅で「ホリデー快速おくたま」と待ち合わせする列車が3本ある。この場合、「ホリデー快速おくたま」は1番線に発着する[注 4]。
- また、八高線の列車も、青梅・五日市線の列車との接続便宜を図るため、3、4分ほど停車する列車がある。かつて「青梅ライナー」や特急「おうめ」が運行されていた時期は、[16]川越方面の列車が「青梅ライナー」や「おうめ」を待つことが多かった。現在でも接続便宜は図られており、青梅線・五日市線の列車が遅れると八高線の列車も遅れることがある。
- 1・2番線の発車標は、武蔵五日市方面行きの先発発車時刻と発車番線を併記している。
- 3番線と4番線の間に2本の待避線が、5番線と6番線の間に1本の留置線がある[注 5]。この待避線に、平日は特急「おうめ」・休日は翌日の特急運用への夜間留置としてE353系9両1編成が毎日留置していた[注 6]。
- 2014年現在、JR中央線の八王子または高尾発の臨時列車の連日運転時の留置先としてJR青梅線の立川駅から短絡線経由で側線まで乗り入れが行われている。
- JR中央線と青梅線立川 - 青梅駅間は、2020年代前半（2021年度以降の向こう5年以内）をめどにE233系0番台（オレンジ帯の電車）へ2階建てグリーン車を2両連結させ12両編成運転を行う。そのため1[報道 8] - 3番線ではホームの12両編成対応への改築工事や信号設備改良・構内配線の一部変更などが実施され[報道 11][新聞 3]、2024年10月12日までにこれらの工事を全て完了し、翌日10月13日より快速電車・青梅線における12両編成の運転が一部列車で開始された[17]。
- 拝島駅の1番線ホームには1990年に五日市線の0キロポストが建植されている[新聞 1]。

| 運転番線 | 営業番線 | ホーム     | 青梅線立川・東京方面着発 | 八高線八王子方面着発 | 入出庫区着発 | 青梅線青梅方面着発 | 八高線高麗川・川越方面着発 | 五日市線武蔵五日市方面 | 備考                   |
| -------- | -------- | ---------- | ------------------------ | -------------------- | ------------ | ------------------ | -------------------------- | ---------------------- | ---------------------- |
| 五       | 1        | 12両分     | 到着・出発可             | 不可                 | 入出区可     | 到着・出発可       | 到着・出発可               | 到着・出発可           | 五日市線武蔵五日市方面 |
| 青下     | 2        | 12両分     | 到着・出発可             | 不可                 | 入出区可     | 到着・出発可       | 到着・出発可               | 到着・出発可           | 青梅線下り本線         |
| 青上     | 3        | 12両分     | 到着・出発可             | 不可                 | 入出区可     | 到着可             | 到着可                     | 到着可                 | 青梅線上り本線         |
| 青1      | なし     | ホームなし | 到着・出発可             | 到着・出発可         | 入出区可     | 到着・出発可       | 到着・出発可               | 不可                   | 側線                   |
| 青2      | なし     | ホームなし | 到着・出発可             | 到着・出発可         | 入出区可     | 到着・出発可       | 到着・出発可               | 不可                   | 側線                   |
| 八下     | 4        | 4両分      | 不可                     | 到着・出発可         | 不可         | 不可               | 到着・出発可               | 不可                   | 八高線下り本線         |
| 八上     | 5        | 4両分      | 不可                     | 到着・出発可         | 不可         | 不可               | 到着・出発可               | 不可                   | 八高線上り本線         |
|          | なし     | ホームなし | 不可                     | 不可                 | 不可         | 不可               | 到着・出発可               | 不可                   | 留置線                 |

（出典：今尾恵介『JR東日本全線【決定版】鉄道地図帳vol.8 八王子支社管内編』学研プラス、2010年7月17日。ISBN 978-4-05-605769-0。）

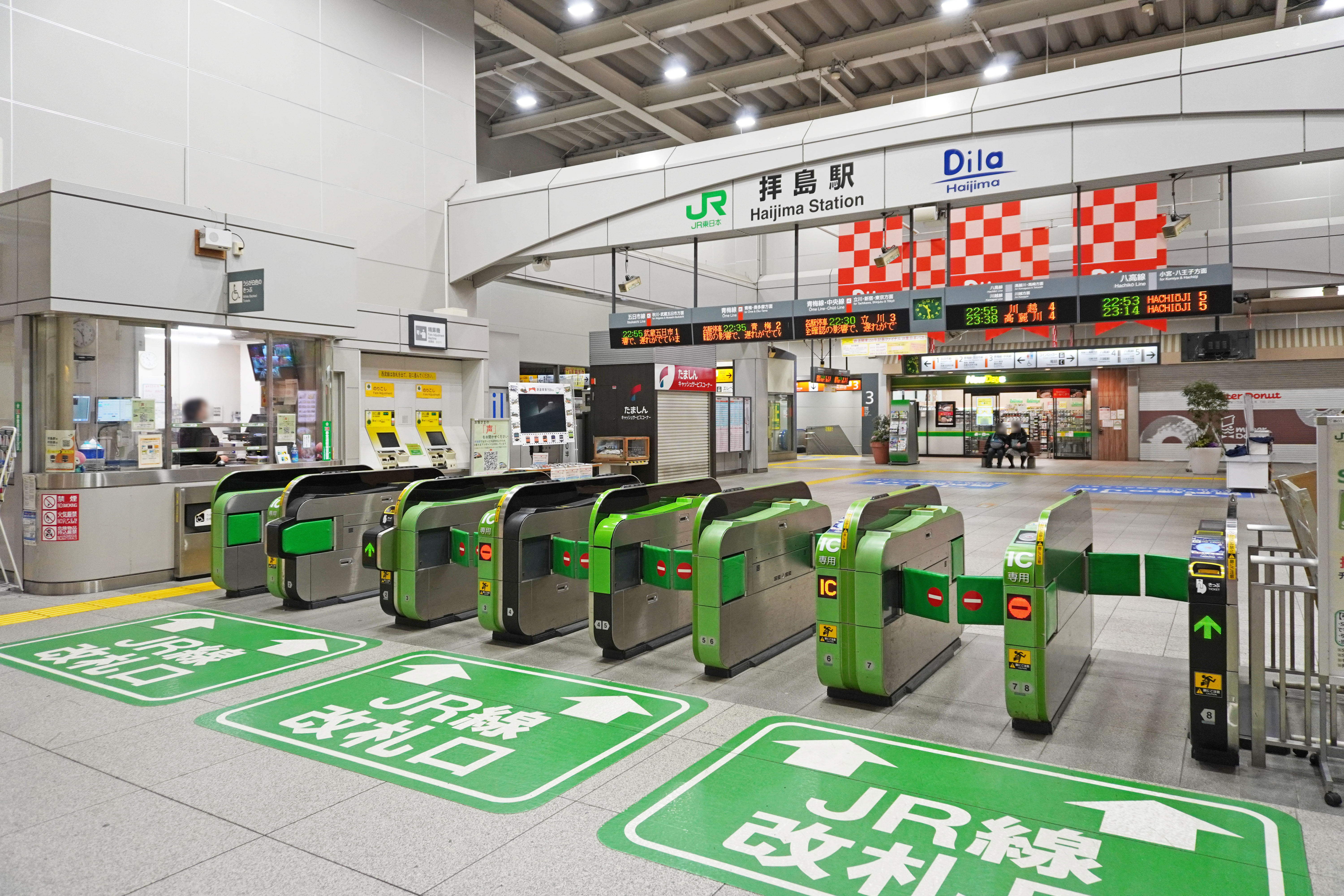
改札口（2023年2月）
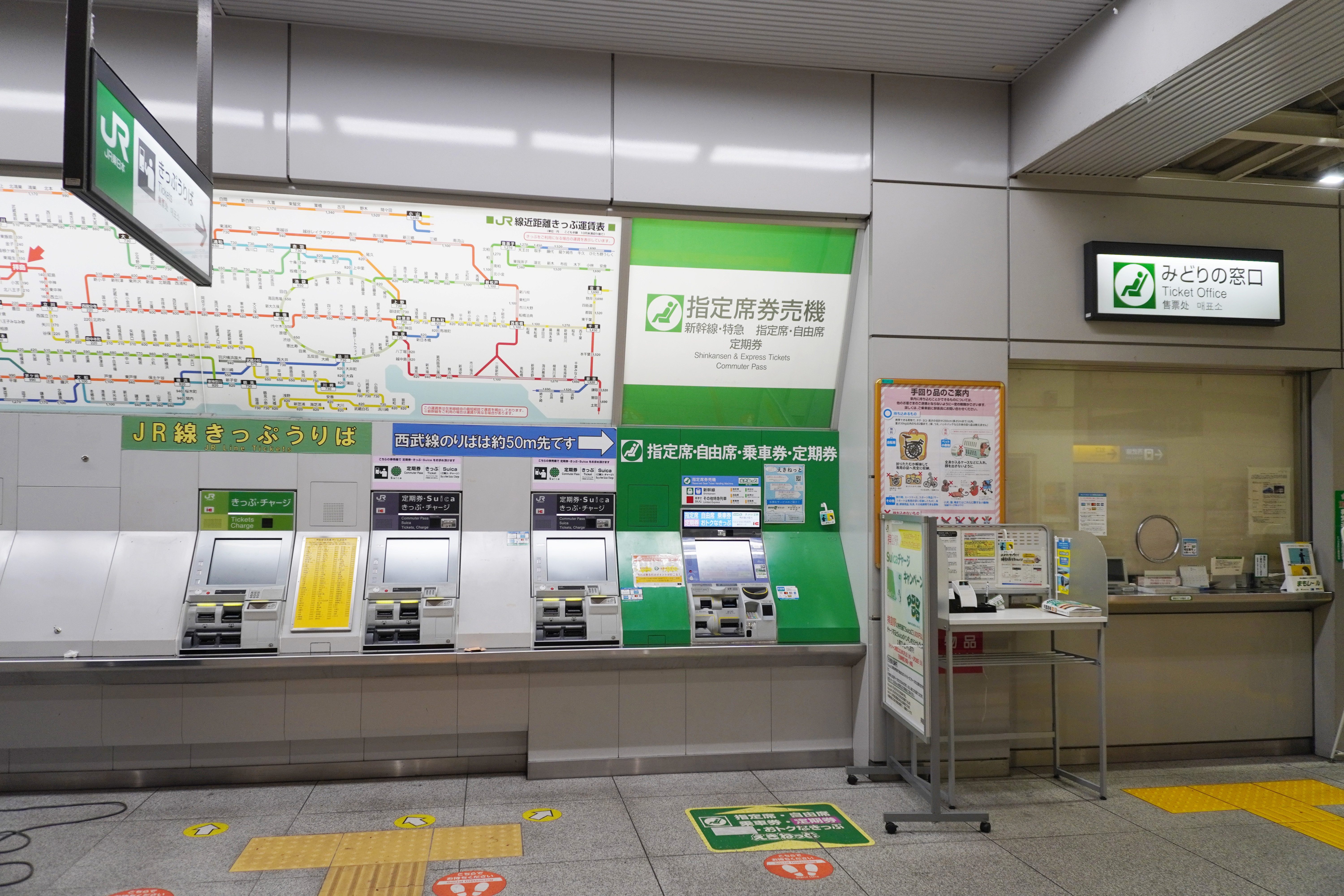
切符売り場（2023年2月）
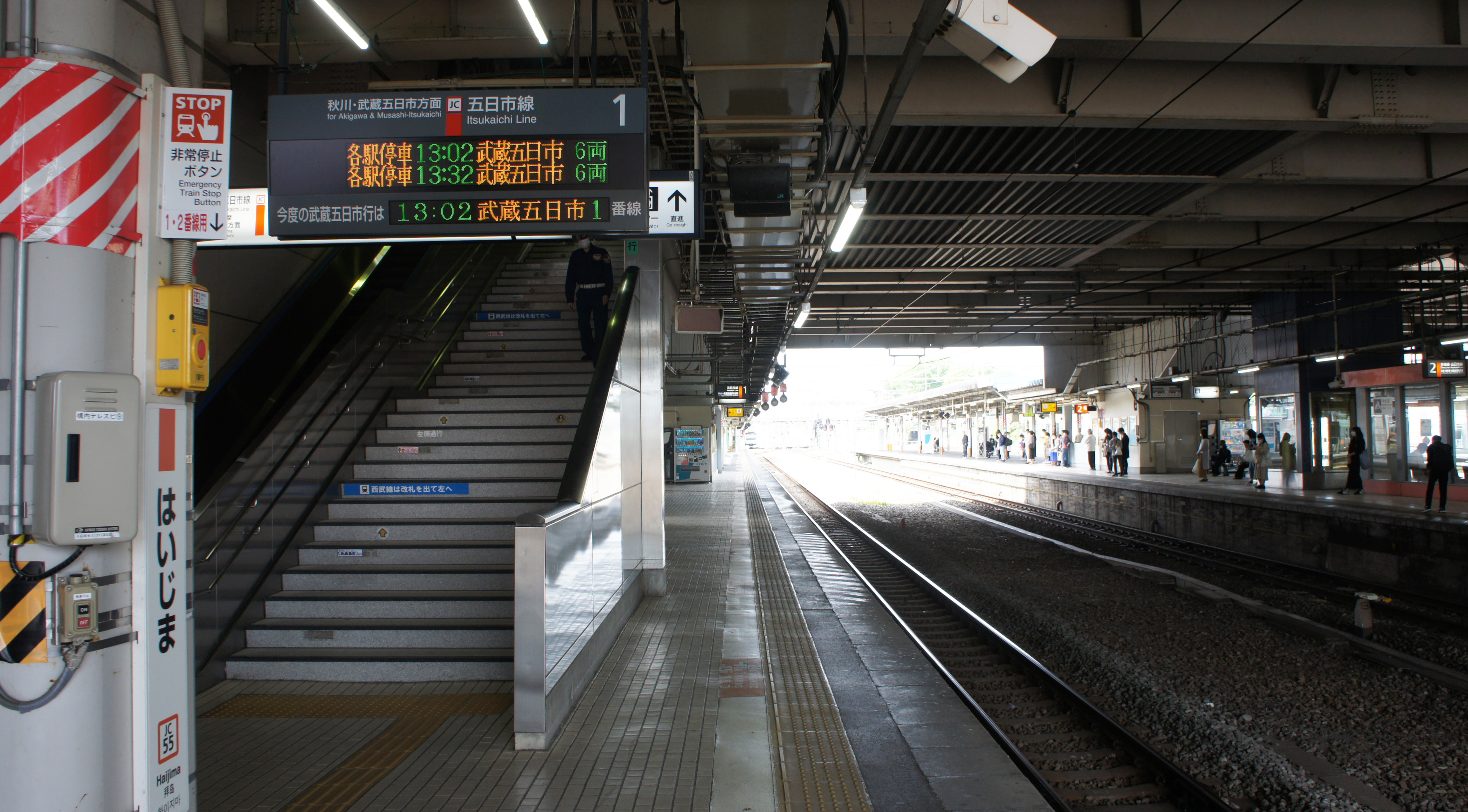
1番線ホーム（2021年4月）
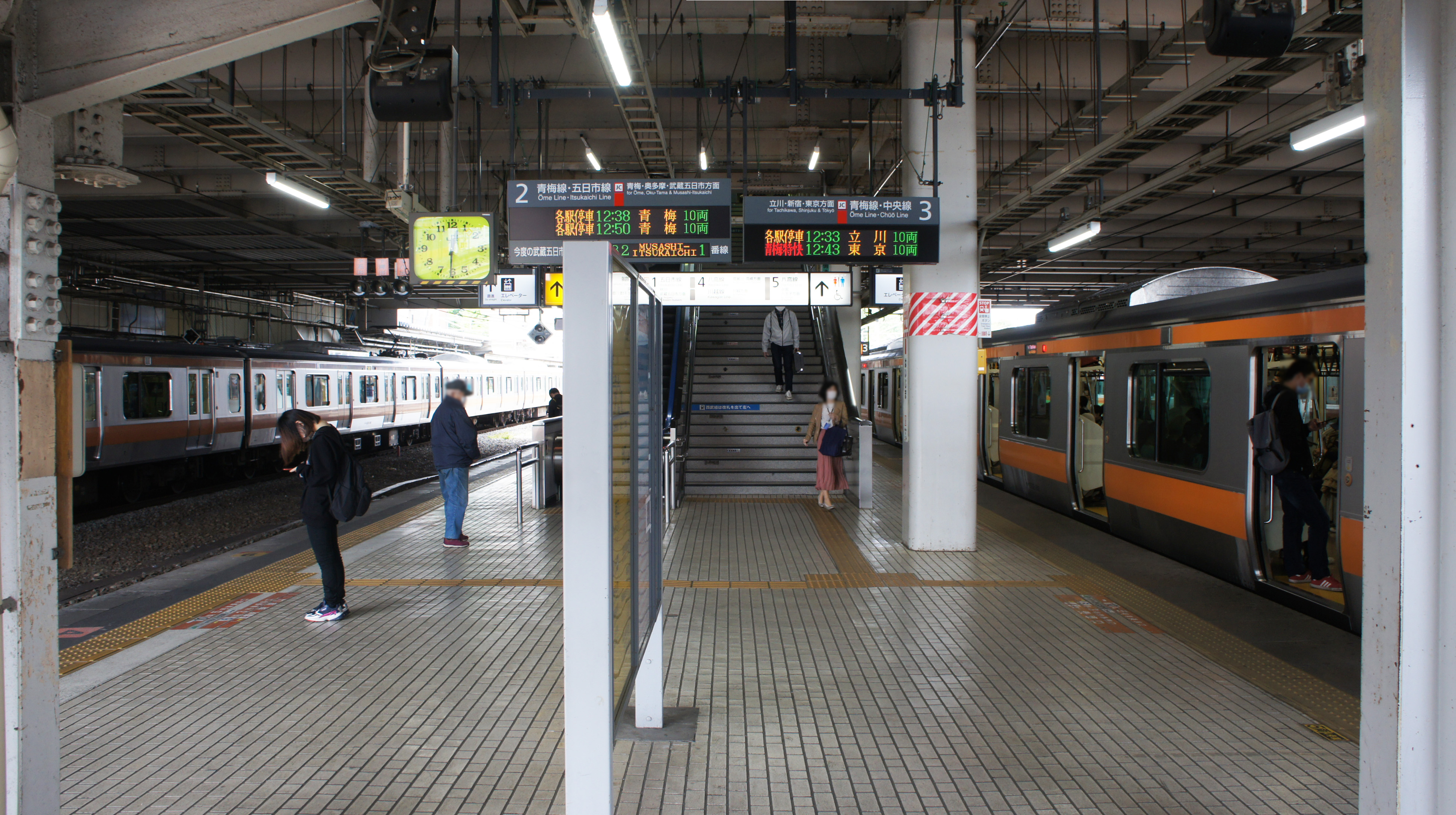
2・3番線ホーム（2021年4月）
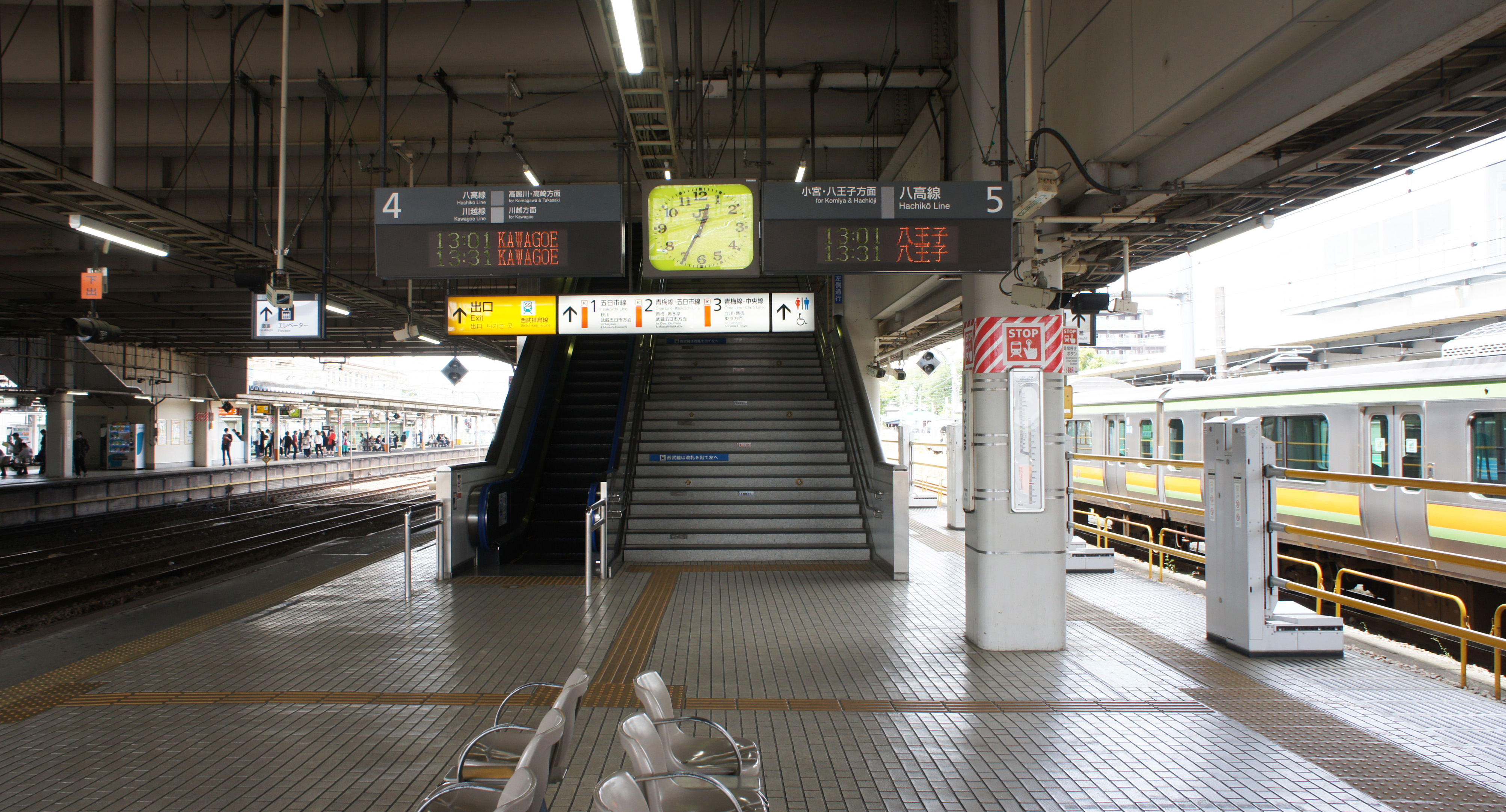
4・5番線ホーム（2021年4月）

### 西武鉄道
島式ホーム1面2線を有する地上駅である。西武鉄道の新案内サインを最初に導入した。

#### のりば
| ホーム | 路線   | 行先                     |
| ------ | ------ | ------------------------ |
| 6・7   | 拝島線 | 萩山・小平・西武新宿方面 |

（出典：西武鉄道:駅構内図）

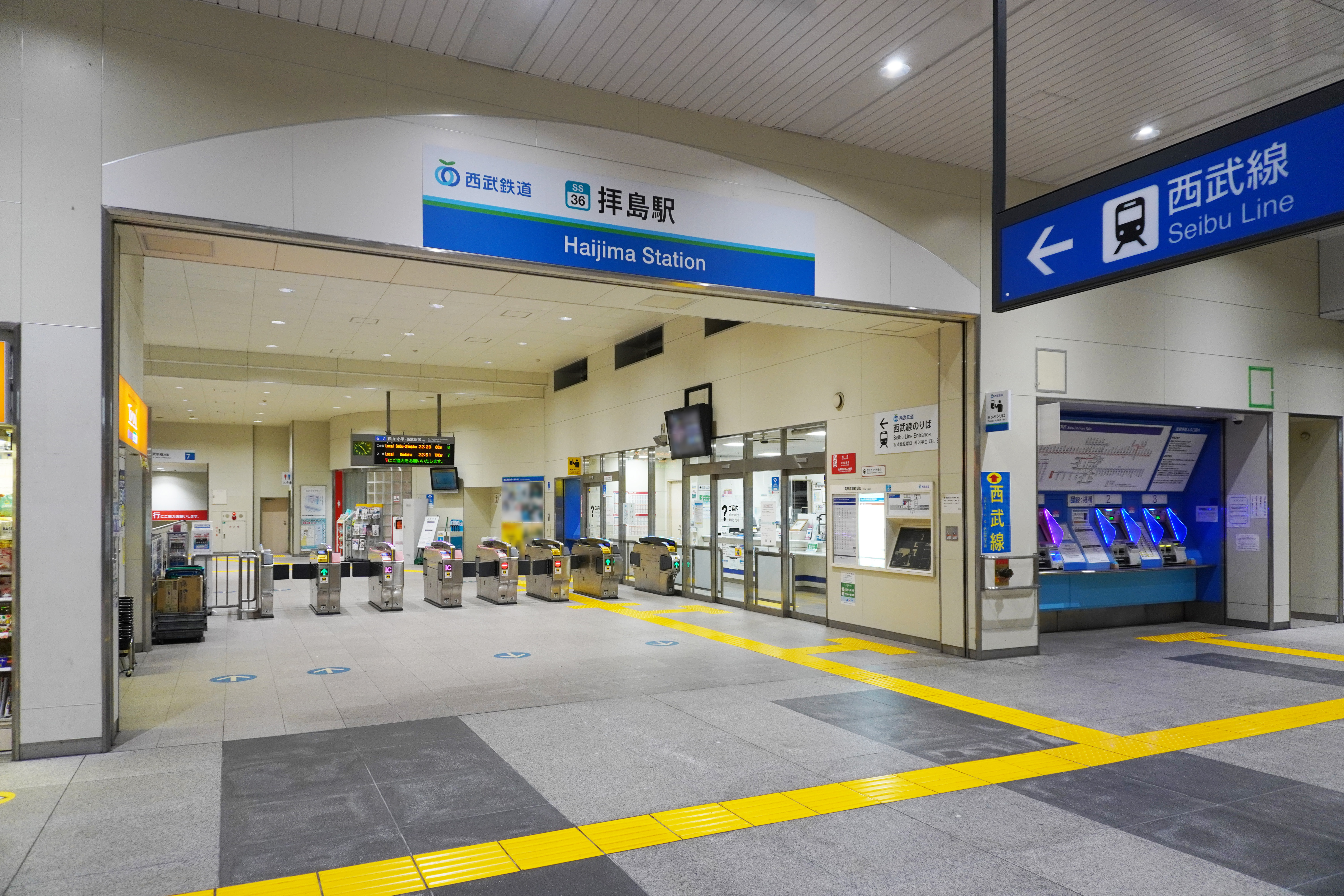
改札口と切符売り場（2023年2月）
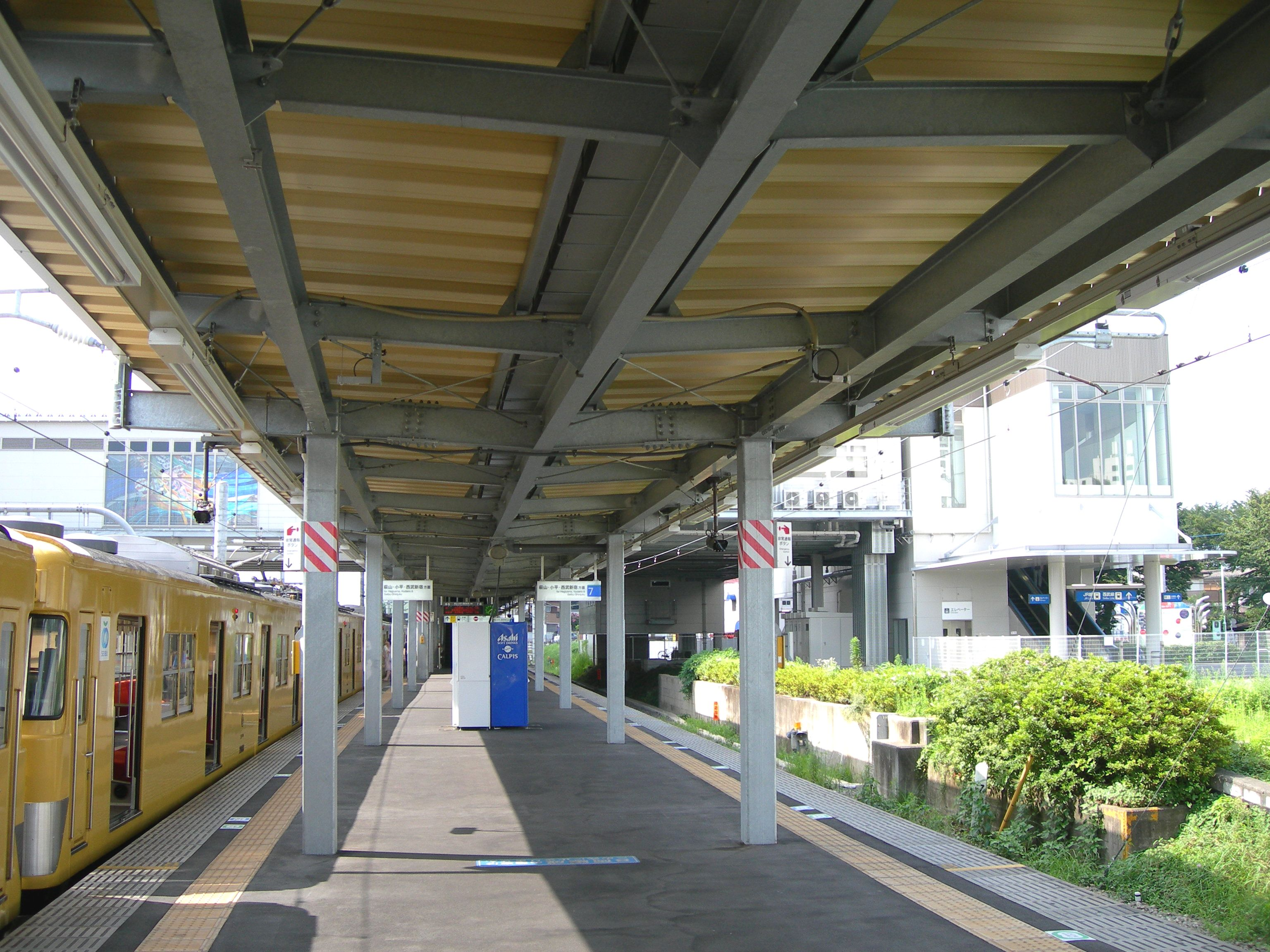
ホーム（2009年8月）

### 橋上駅舎化事業

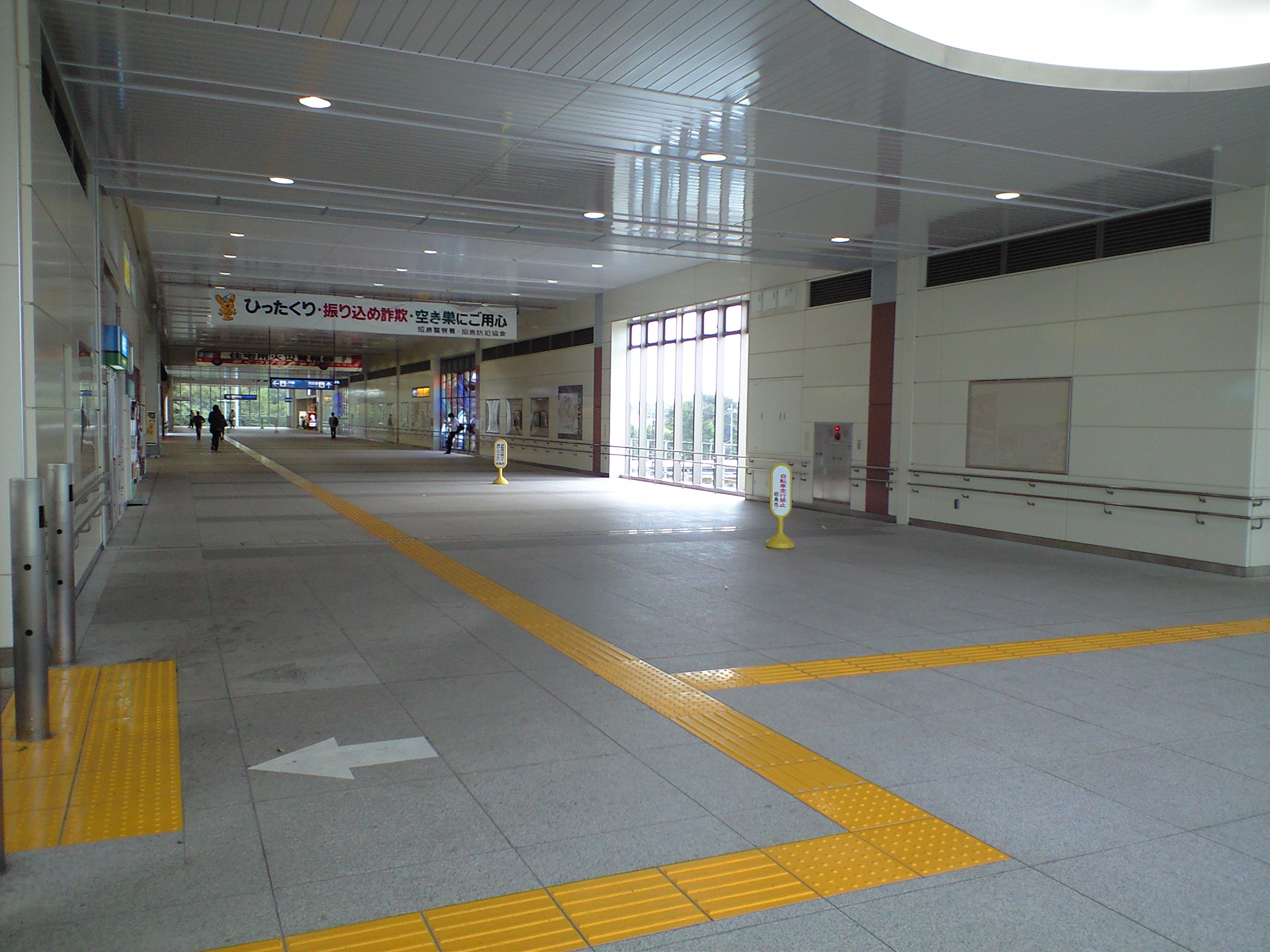
南北自由通路（2009年9月）

当駅では、2005年度（平成17年度）からホームの混雑対策および地域住民の南北通行の対策として、JR東日本・西武鉄道・昭島市・福生市により橋上駅舎化事業に着手した。2007年（平成19年）8月24日に一部が完成し、これに伴いJR東日本と西武の改札が分離され、コンコースと各ホームを連絡するエスカレーターとエレベーターが新設された。
当初は2008年（平成20年）3月に完成する計画だった。しかし、南口（昭島市側）の用地買収が遅れ、階段の設置工事、さらに南口出入口へのエレベーター設置工事も遅れたため延期となり、2年遅れの2010年（平成22年）3月に全面完成した。
北口側階段は2007年（平成19年）8月24日から供用を開始し、エスカレーターとエレベーターは2008年（平成20年）3月にそれぞれ供用を開始した。南口では2008年（平成20年）夏期にエレベーターと東側の階段の供用開始ならびに西側に仮設階段を設置した。エスカレーターと西側の階段は2010年（平成22年）3月に供用を開始した。それぞれの階段下には新たに公衆トイレも設置されている。
2008年（平成20年）3月15日の首都圏ICカード相互利用サービスのシステム改修完成までは、JR東日本・西武の改札口のほか、自由通路の一部を改札内としてJR・西武連絡通路を設置していた。その後、両社の自動改札機を増設した。
事業の一環として、4・5番線ホームは2005年（平成17年）12月3日深夜から12月4日早朝にかけて5番線を西武線寄りに移す形で拡幅された。

### 橋上駅舎化前（4代目駅舎）の概況
橋上駅舎化事業着手前は、南側にJR東日本、北側に西武、それぞれの駅舎があり、連絡通路で結ばれていた。両者間に連絡改札はなく、相互に乗り換えが可能だった一方、連絡通路を利用して当駅の南北を行き来するにはJRの入場券を購入する必要があった。なお、定期入場券は発売されていなかった。JRのホームには1 - 5番線のみを連絡する地下連絡通路も併設されていたが、橋上駅舎化事業に伴い2007年（平成19年）5月19日に閉鎖され、その西側に橋上連絡通路が新設された。このほか、1・2番線ホームに武蔵五日市方面列車の発車番線を表示する電光掲示板が設置されていたほか、別に五日市線と八高線の発車標もそれぞれ設置されていた。
自動券売機・自動改札機・自動精算機は、南側にJR東日本、北側に西武それぞれの仕様のものが設置されていた。両改札口ではSuica・ICOCA・PASMO・パスネットに対応していたものの、自動券売機と自動精算機では、南側はパスネット、北側はICOCAとオレンジカードにそれぞれ対応していなかった。
JR1番線の立川方に立ち食いそば・うどん店「あずみ」が、西武側に向かう橋上連絡通路の北端には同じく立ち食いそば・うどん店「狭山そば」とたい焼き屋があったが、前述の事業に伴い閉店した。

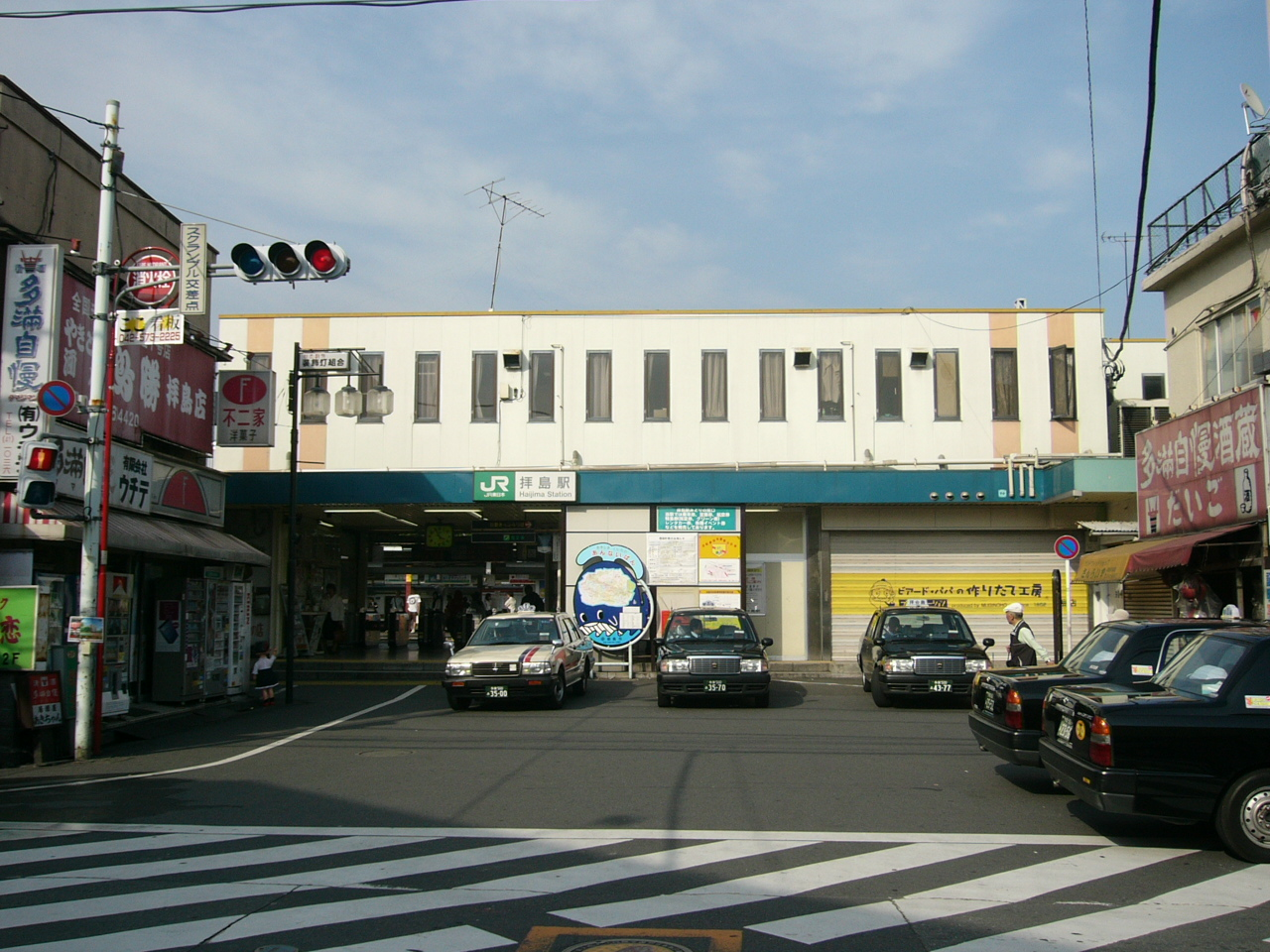
旧南口駅舎（4代目駅舎）（2006年5月）
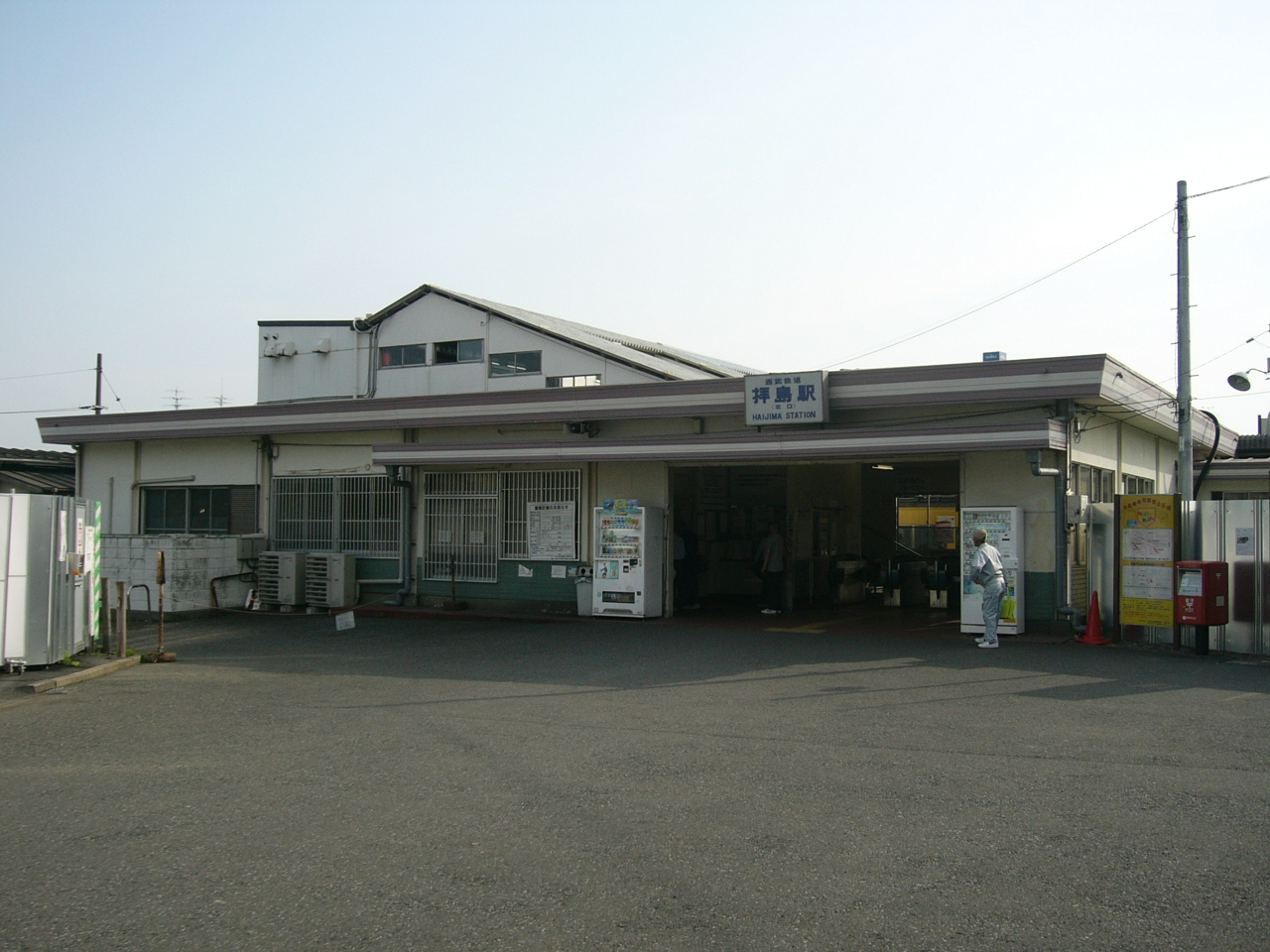
旧北口駅舎（2006年5月）
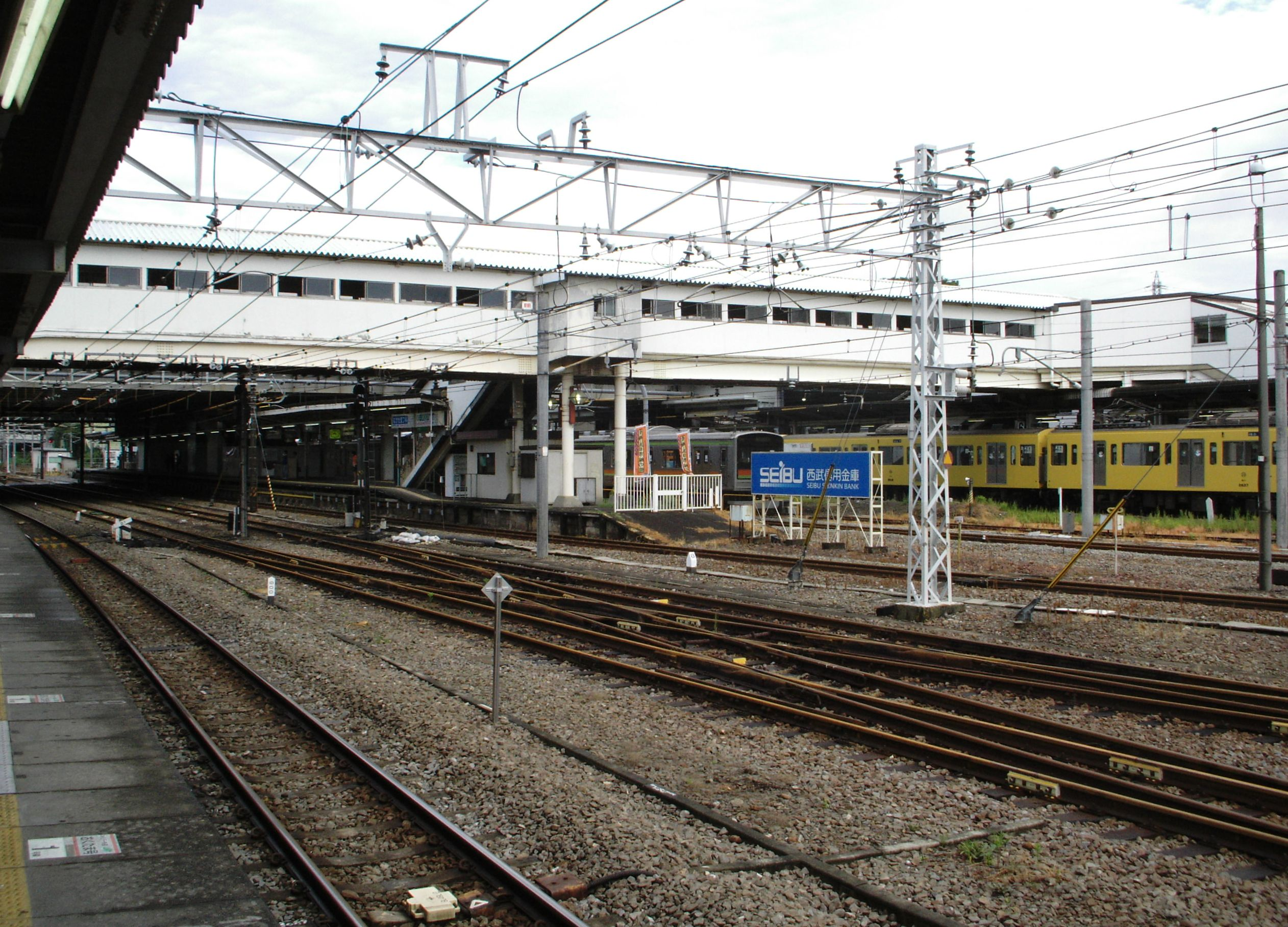
旧連絡通路（2007年8月）
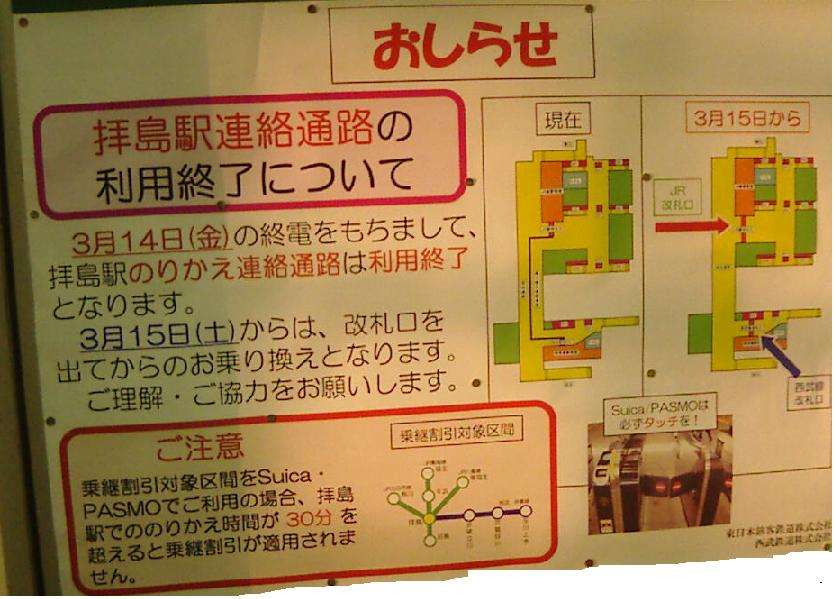
乗り換え通路終了案内（2008年2月）

### 駅構内の店舗
JRの改札内コンコースには、駅ナカ商業施設の「Dila拝島」が2007年（平成19年）8月24日に開業した。入居テナントは以下の通り。なお、橋上駅舎化前にあった店舗はほとんどが閉店した。
- ブックコンパス - 書籍
- 吉野家 - 吉野家の直営店舗
- リトルマーメイド
- ミスタードーナツ
- フロプレステージュ - スイーツ
- いろり庵きらく（旧：彩花庵） - そば、うどん、おにぎり[18]
- NewDays コンビニ
- コクミンドラッグ
- 多摩信用金庫 拝島駅構内ATM

常設店舗ではないが、JR東日本八王子支社が5月から12月の第三土曜日、改札内コンコースで多摩地区の農家が野菜などを直売する「はいじま駅マルシェ」を開催している。
西武鉄道側も2007年（平成19年）8月24日、改札外に3店舗が開業した（こちらも既存店舗は廃止）。
営業している店舗は以下の4店。
- トモニー - コンビニタイプの売店（2012年7月28日開店）
- 中華そばムタヒロ
- ビアードパパ
- ケンタッキーフライドチキン

かつてはジューサーバー（2008年11月閉店）、塩大福の豊寿庵（2012年閉店）、イタリアン・トマト カフェジュニア（2019年7月8日閉店）、おむすび権兵衛(2023年5月閉店)が営業していた。
改札外の駅構内自由通路の南口側には、ビューアルッテ (VIEW ALTTE) とりそな銀行のATMが設置されている。

### JR貨物管理・米軍横田基地線
（出典：）
当駅はJR貨物の貨物駅でもあり、専用線発着の車扱貨物を取り扱っている。
西武拝島線ホームから北口広場を挟んだ反対側には、JR貨物が管理する横田基地線（非電化単線）が玉川上水と五日市街道を橋梁と踏切で横断して、基地入口のフェンスまで約500メートル、さらにその先、基地内まで続いている。
1970年頃までは物資輸送用に使用されていたため第5ゲート前まで延びていたが、その後は燃料輸送のみとなり半分ほど撤去された。鶴見線安善駅に専用線が接続する鶴見貯油施設より週に数回燃料輸送のための貨物列車が鶴見線・浜川崎支線・尻手短絡線・武蔵野貨物線・南武線・青梅線経由で運行されている。
立川方から電気機関車により牽引されて来た貨車（タンク車）は、あらかじめ当駅に回送され待機していたディーゼル機関車に交換され、構内昭島方の横田基地線始点に引き上げられた後、八高線など複数の線路を転線し、西武拝島線と平面交差して横田基地へ向かう。
なお、途中の各踏切には『警告 在日米軍基地 立入禁止区域 基地司令官の許可なく此の区域に立入ることは、法律違反である。（略）不法な立入りは、日本国法律によって罰せられる。（刑事特別法第2条 昭和27年5月7日 法律第138号）』の制札が英語・日本語により記載されており、構外の線路は横田基地の一部である。

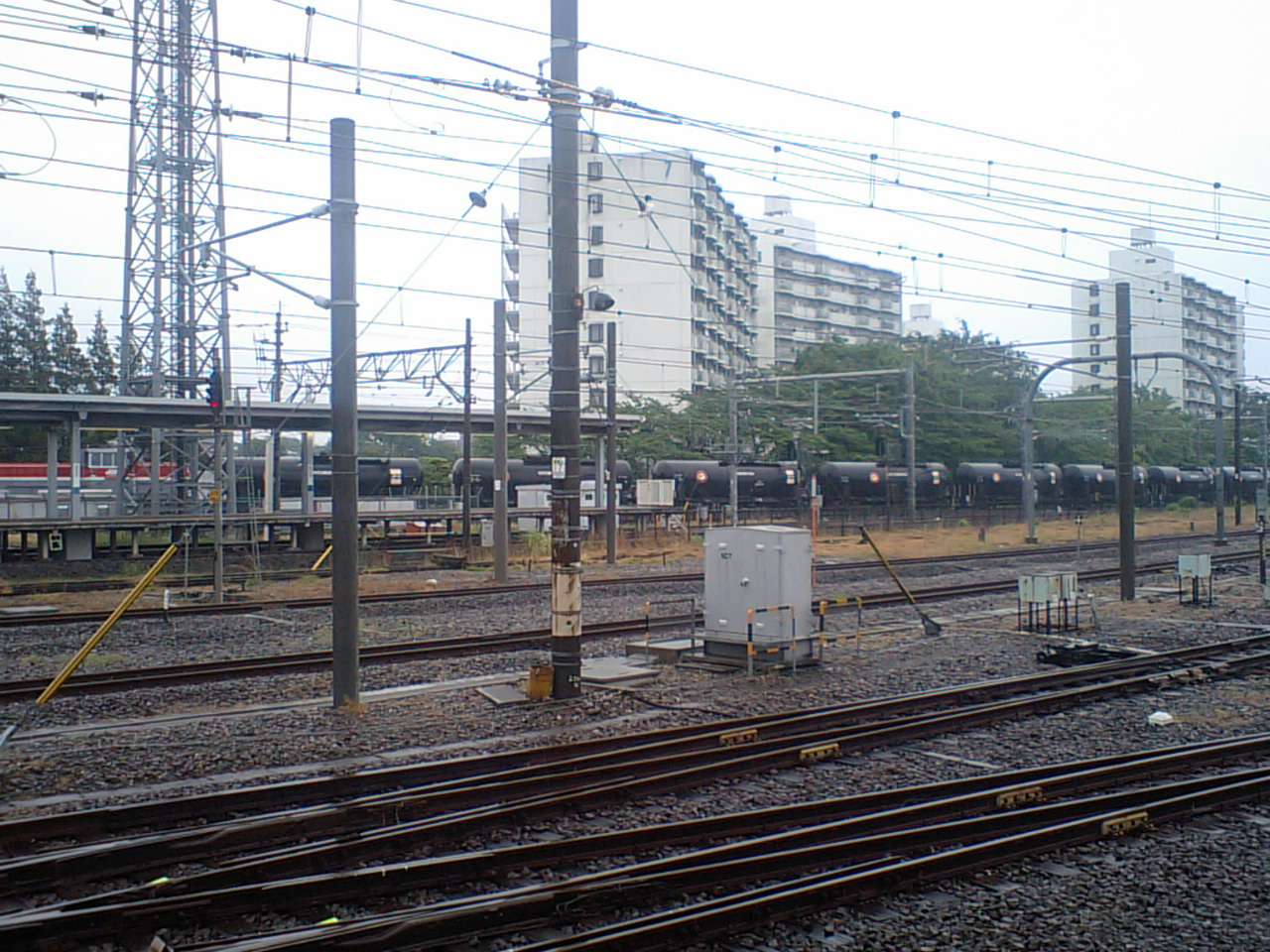
構内昭島方の横田基地線始点から構外に出る米軍燃料用タンク車（2009年5月）
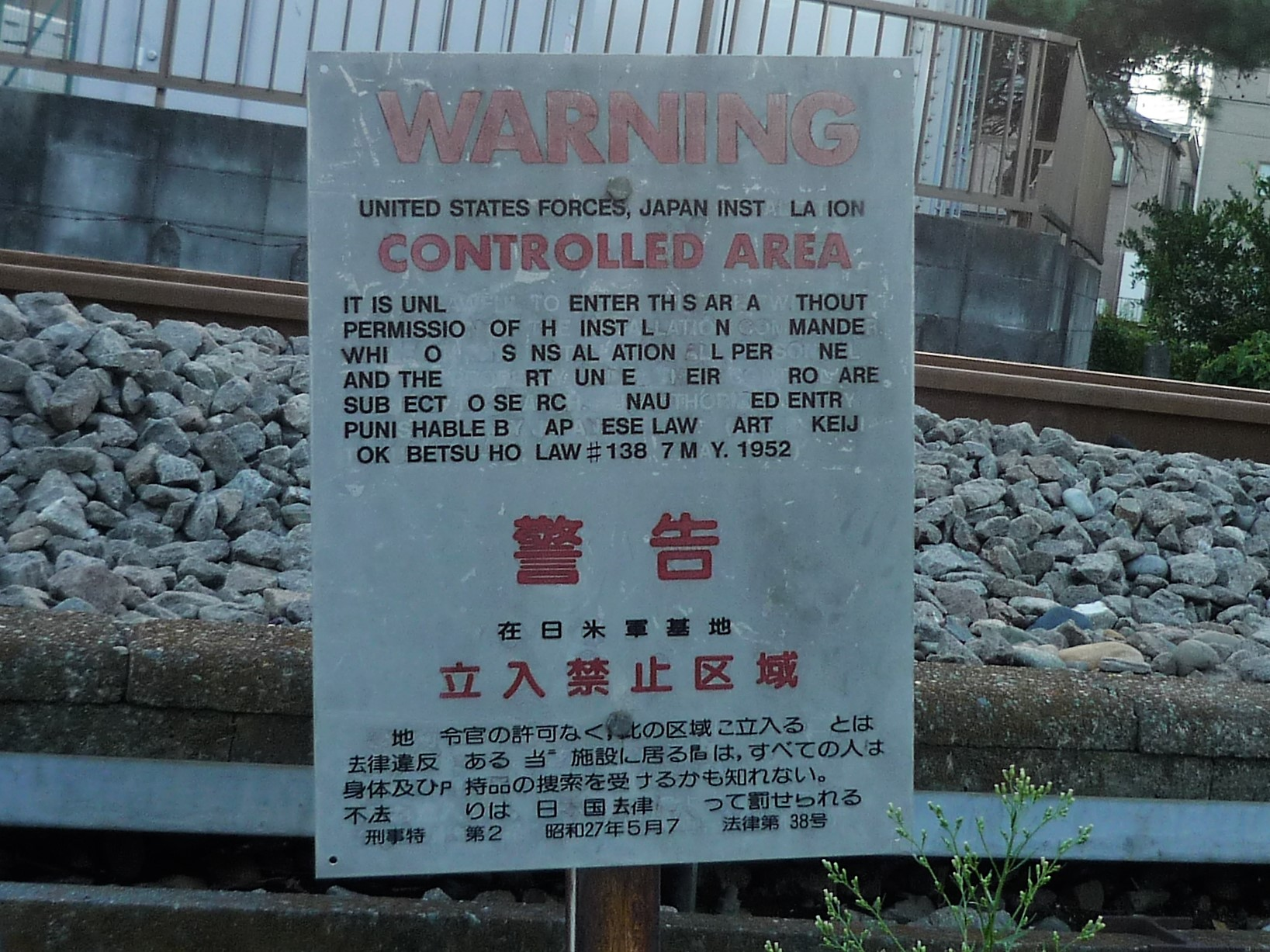
立入禁止を示す制札（2018年8月）
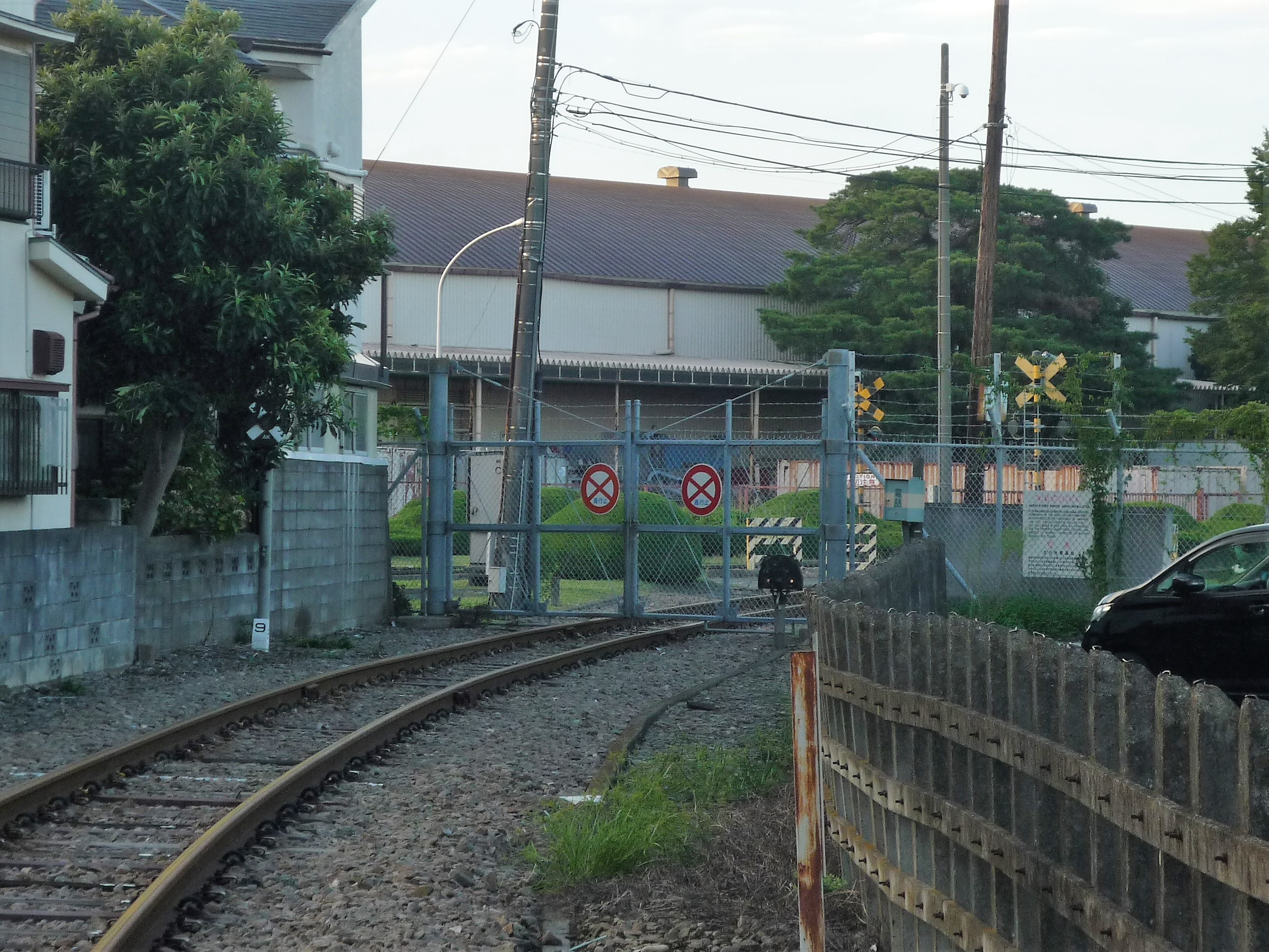
基地入口のフェンス（2018年8月）

## 利用状況
- JR東日本 - 2023年度（令和5年度）の1日平均乗車人員は27,621人である[JR 1]。
- 西武鉄道 - 2024年度（令和6年度）の1日平均乗降人員は33,874人である[西武 1]。
西武鉄道全92駅中26位。

### 年度別1日平均乗降人員
1997年度（平成9年度）以降の1日平均乗降人員数は下表の通り（JRを除く）。
| 年度               | 西武鉄道         | 西武鉄道 |
| 年度               | 1日平均 乗降人員 | 増加率   |
| ------------------ | ---------------- | -------- |
| 1997年（平成09年） | 31,794           |          |
| 1998年（平成10年） | 31,470           | −1.0%    |
| 1999年（平成11年） | 30,398           | −3.4%    |
| 2000年（平成12年） | 29,737           | −2.2%    |
| 2001年（平成13年） | 29,254           | −1.6%    |
| 2002年（平成14年） | 28,387           | −3.0%    |
| 2003年（平成15年） | 28,345           | −0.1%    |
| 2004年（平成16年） | 28,380           | 0.1%     |
| 2005年（平成17年） | 28,529           | 0.5%     |
| 2006年（平成18年） | 28,887           | 1.3%     |
| 2007年（平成19年） | 31,478           | 9.0%     |
| 2008年（平成20年） | 32,930           | 4.6%     |
| 2009年（平成21年） | 32,959           | 0.1%     |
| 2010年（平成22年） | 33,233           | 0.8%     |
| 2011年（平成23年） | 32,607           | −1.9%    |
| 2012年（平成24年） | 33,378           | 2.4%     |
| 2013年（平成25年） | 34,315           | 2.8%     |
| 2014年（平成26年） | 34,441           | 0.4%     |
| 2015年（平成27年） | 35,286           | 2.5%     |
| 2016年（平成28年） | 35,635           | 1.0%     |
| 2017年（平成29年） | 36,057           | 1.2%     |
| 2018年（平成30年） | 36,770           | 2.0%     |
| 2019年（令和元年） | 36,317           | −1.2%    |
| 2020年（令和02年） | 27,526           | −24.2%   |
| 2021年（令和03年） | 29,774           | 8.2%     |
| 2022年（令和04年） | 32,065           | 7.7%     |
| 2023年（令和05年） | 33,114           | 3.3%     |
| 2024年（令和06年） | 33,874           | 2.3%     |

### 年度別1日平均乗車人員（1953年 - 2000年）
| 年度               | 国鉄 / JR東日本 | 西武鉄道 | 出典              |
| ------------------ | --------------- | -------- | ----------------- |
| 1953年（昭和28年） | 2,321           | 未 開 業 | [ 東京都統計 1 ]  |
| 1954年（昭和29年） | 2,356           | 未 開 業 | [ 東京都統計 2 ]  |
| 1955年（昭和30年） | 2,269           | 未 開 業 | [ 東京都統計 3 ]  |
| 1956年（昭和31年） | 2,631           | 未 開 業 | [ 東京都統計 4 ]  |
| 1957年（昭和32年） | 2,827           | 未 開 業 | [ 東京都統計 5 ]  |
| 1958年（昭和33年） | 3,107           | 未 開 業 | [ 東京都統計 6 ]  |
| 1959年（昭和34年） | 3,791           | 未 開 業 | [ 東京都統計 7 ]  |
| 1960年（昭和35年） | 4,938           | 未 開 業 | [ 東京都統計 8 ]  |
| 1961年（昭和36年） | 5,518           | 未 開 業 | [ 東京都統計 9 ]  |
| 1962年（昭和37年） | 6,354           | 未 開 業 | [ 東京都統計 10 ] |
| 1963年（昭和38年） | 7,721           | 未 開 業 | [ 東京都統計 11 ] |
| 1964年（昭和39年） | 8,987           | 未 開 業 | [ 東京都統計 12 ] |
| 1965年（昭和40年） | 9,391           | 未 開 業 | [ 東京都統計 13 ] |
| 1966年（昭和41年） | 9,902           | 未 開 業 | [ 東京都統計 14 ] |
| 1967年（昭和42年） | 10,470          | 未 開 業 | [ 東京都統計 15 ] |
| 1968年（昭和43年） | 10,704          | 2,894    | [ 東京都統計 16 ] |
| 1969年（昭和44年） | 11,361          | 4,054    | [ 東京都統計 17 ] |
| 1970年（昭和45年） | 10,929          | 4,619    | [ 東京都統計 18 ] |
| 1971年（昭和46年） | 11,855          | 4,904    | [ 東京都統計 19 ] |
| 1972年（昭和47年） | 13,877          | 5,342    | [ 東京都統計 20 ] |
| 1973年（昭和48年） | 14,225          | 5,907    | [ 東京都統計 21 ] |
| 1974年（昭和49年） | 15,466          |          | [ 東京都統計 22 ] |
| 1975年（昭和50年） | 14,653          | 6,686    | [ 東京都統計 23 ] |
| 1976年（昭和51年） | 15,468          | 6,904    | [ 東京都統計 24 ] |
| 1977年（昭和52年） | 15,564          | 7,597    | [ 東京都統計 25 ] |
| 1978年（昭和53年） | 16,701          | 8,652    | [ 東京都統計 26 ] |
| 1979年（昭和54年） | 17,380          | 9,765    | [ 東京都統計 27 ] |
| 1980年（昭和55年） | 17,564          | 10,775   | [ 東京都統計 28 ] |
| 1981年（昭和56年） | 18,647          | 11,521   | [ 東京都統計 29 ] |
| 1982年（昭和57年） | 19,129          | 12,162   | [ 東京都統計 30 ] |
| 1983年（昭和58年） | 19,787          | 12,858   | [ 東京都統計 31 ] |
| 1984年（昭和59年） | 21,181          | 13,625   | [ 東京都統計 32 ] |
| 1985年（昭和60年） | 21,068          | 14,433   | [ 東京都統計 33 ] |
| 1986年（昭和61年） | 23,482          | 15,263   | [ 東京都統計 34 ] |
| 1987年（昭和62年） | 23,451          | 15,587   | [ 東京都統計 35 ] |
| 1988年（昭和63年） | 24,553          | 16,096   | [ 東京都統計 36 ] |
| 1989年（平成元年） | 25,734          | 15,781   | [ 東京都統計 37 ] |
| 1990年（平成02年） | 26,811          | 15,882   | [ 東京都統計 38 ] |
| 1991年（平成03年） | 27,716          | 16,336   | [ 東京都統計 39 ] |
| 1992年（平成04年） | 28,471          | 16,225   | [ 東京都統計 40 ] |
| 1993年（平成05年） | 28,688          | 16,405   | [ 東京都統計 41 ] |
| 1994年（平成06年） | 28,507          | 16,003   | [ 東京都統計 42 ] |
| 1995年（平成07年） | 28,227          | 15,555   | [ 東京都統計 43 ] |
| 1996年（平成08年） | 28,633          | 15,537   | [ 東京都統計 44 ] |
| 1997年（平成09年） | 28,084          | 15,458   | [ 東京都統計 45 ] |
| 1998年（平成10年） | 27,512          | 15,389   | [ 東京都統計 46 ] |
| 1999年（平成11年） | 26,653          | 14,885   | [ 東京都統計 47 ] |
| 2000年（平成12年） | 26,337          | 14,562   | [ 東京都統計 48 ] |

### 年度別1日平均乗車人員（2001年以降）
各年度の1日平均乗車人員推移は下表の通り。
| 年度               | JR東日本 | 西武鉄道 | 出典              |
| ------------------ | -------- | -------- | ----------------- |
| 2001年（平成13年） | 26,191   | 14,364   | [ 東京都統計 49 ] |
| 2002年（平成14年） | 25,882   | 13,973   | [ 東京都統計 50 ] |
| 2003年（平成15年） | 26,016   | 13,981   | [ 東京都統計 51 ] |
| 2004年（平成16年） | 26,105   | 14,016   | [ 東京都統計 52 ] |
| 2005年（平成17年） | 26,225   | 14,118   | [ 東京都統計 53 ] |
| 2006年（平成18年） | 26,398   | 14,304   | [ 東京都統計 54 ] |
| 2007年（平成19年） | 27,989   | 15,732   | [ 東京都統計 55 ] |
| 2008年（平成20年） | 28,504   | 16,679   | [ 東京都統計 56 ] |
| 2009年（平成21年） | 28,351   | 16,682   | [ 東京都統計 57 ] |
| 2010年（平成22年） | 28,350   | 16,556   | [ 東京都統計 58 ] |
| 2011年（平成23年） | 28,076   | 16,268   | [ 東京都統計 59 ] |
| 2012年（平成24年） | 28,465   | 16,649   | [ 東京都統計 60 ] |
| 2013年（平成25年） | 29,335   | 17,129   | [ 東京都統計 61 ] |
| 2014年（平成26年） | 29,336   | 17,202   | [ 東京都統計 62 ] |
| 2015年（平成27年） | 29,880   | 17,668   | [ 東京都統計 63 ] |
| 2016年（平成28年） | 30,024   | 17,795   | [ 東京都統計 64 ] |
| 2017年（平成29年） | 30,223   | 18,003   | [ 東京都統計 65 ] |
| 2018年（平成30年） | 30,430   | 18,323   | [ 東京都統計 66 ] |
| 2019年（令和元年） | 29,946   | 18,107   | [ 東京都統計 67 ] |
| 2020年（令和02年） | 22,874   | 13,708   | [ 東京都統計 68 ] |
| 2021年（令和03年） | 24,575   | 14,860   | [ 東京都統計 69 ] |
| 2022年（令和04年） | 26,314   |          |                   |
| 2023年（令和05年） | 27,621   |          |                   |

備考
1. ↑  1968年5月15日開業。開業日から翌年3月31日までの計321日間を集計したデータ。

## 貨物取扱
JR貨物の2008年度車扱貨物の取扱量は、発送7,200トン、到着が61,417トンである。コンテナ貨物の取扱はない。各年度の年間発着トン数は下表の通り。
| 年度               | 総数       | 総数       | 車扱貨物   | 車扱貨物   | コンテナ貨物 | コンテナ貨物 | 出典   |
| 年度               | 発送トン数 | 到着トン数 | 発送トン数 | 到着トン数 | 発送トン数   | 到着トン数   | 出典   |
| ------------------ | ---------- | ---------- | ---------- | ---------- | ------------ | ------------ | ------ |
| 1990年（平成02年） | 15,452     | 119,640    | 15,452     | 119,640    |              |              | [ 20 ] |
| 1991年（平成03年） | 15,508     | 130,668    | 15,508     | 130,668    |              |              | [ 21 ] |
| 1992年（平成04年） | 16,972     | 131,096    | 16,972     | 131,096    |              |              | [ 22 ] |
| 1993年（平成05年） | 17,856     | 135,022    | 17,856     | 135,022    |              |              | [ 23 ] |
| 1994年（平成06年） | 20,492     | 156,154    | 20,492     | 156,154    |              |              | [ 24 ] |
| 1995年（平成07年） | 16,712     | 138,464    | 16,712     | 138,464    |              |              | [ 25 ] |
| 1996年（平成08年） | 16,532     | 133,146    | 16,532     | 133,146    |              |              | [ 26 ] |
| 1997年（平成09年） |            | 135,608    |            | 135,608    |              |              | [ 27 ] |
| 1998年（平成10年） | 14,940     | 128,520    | 14,940     | 128,520    |              |              | [ 28 ] |
| 1999年（平成11年） | 14,664     | 124,134    | 14,664     | 124,134    |              |              | [ 29 ] |
| 2000年（平成12年） | 15,152     | 128,758    | 12,152     | 128,758    |              |              | [ 30 ] |
| 2001年（平成13年） | 8,152      | 69,802     | 8,152      | 69,802     |              |              | [ 31 ] |
| 2002年（平成14年） | 8,628      | 73,678     | 8,628      | 73,678     |              |              | [ 32 ] |
| 2003年（平成15年） | 11,932     | 101,932    | 11,932     | 101,932    |              |              | [ 33 ] |
| 2004年（平成16年） | 10,424     | 89,556     | 10,424     | 89,556     |              |              | [ 34 ] |
| 2005年（平成17年） | 10,792     | 92,242     | 10,792     | 92,242     |              |              | [ 35 ] |
| 2006年（平成18年） | 8,644      | 74,460     | 8,644      | 74,460     |              |              | [ 36 ] |
| 2007年（平成19年） | 7,200      | 61,200     | 7,200      | 61,200     |              |              | [ 37 ] |
| 2008年（平成20年） | 7,200      | 61,417     | 7,200      | 61,417     |              |              | [ 38 ] |

## 駅周辺
南口側はかつて商店街だったが、駅舎の新築、地下駐輪場、国道16号に接続する道路整備等の大規模な工事が行われ、多くの店舗が閉鎖した。
北口側は住宅地と在日米軍横田基地があり、国道16号周辺の整備がここでも行われている。武蔵野橋もその一つである。

### 道路・各種施設

#### 南口
- JR東日本拝島総合事務所（昭島市）
- 立川運転区拝島乗継詰所（福生市）
- 昭島警察署 拝島駅前交番（昭島市）
- 東京都道164号拝島停車場線（昭島市・福生市）
- 国道16号（同上）
- 東京都道7号杉並あきる野線（睦橋通り）（福生市）
- 東京都立多摩工科高等学校（福生市、昭島市）
- 啓明学園高等学校（昭島市）
- 東京都立拝島高等学校（同上）
- 東京西徳洲会病院（同上）
- 石心会昭島腎クリニック（同上）
- 拝島大師（同上）
- 日吉神社（同上）

#### 北口
- JR東日本拝島変電所（福生市）
- 国道16号（昭島市・福生市）
- 東京都道7号杉並あきる野線（五日市街道）（福生市）
- 福生学園（同上）
- 玉川上水（昭島市・福生市）
- 在日米軍横田基地（同上）
- 拝島自動車教習所（福生市）
- 福生市福東総合グランド（同上）
- 福生市リサイクルセンター・リサイクルプラザ（同上）
- 玉川上水緑地日光橋公園（同上）
- 西武拝島ハイツ（昭島市）
- 横田基地貨物線

### 店舗

#### 南口
- スーパーエコス 拝島店（昭島市）
- オートバックス 拝島店（同上）
- 昭島松原四郵便局（同上）
- 多摩信用金庫 拝島支店（昭島市）
- 西武信用金庫 拝島支店（同上）
- ビジネスイン拝島（同上）

#### 北口
- 新東京ダイヤモンドボウル（福生市）
- 湯楽の里 昭島店（昭島市）

## バス路線
かつての「拝島駅」停留所は南口から東へ少し離れたところにあったが、駅前再開発により2016年（平成28年）3月に南口駅前広場が整備完了、同年3月26日より南口ロータリーの使用を開始し、停留所の位置を変更した。また、同年4月1日よりAバス西ルートが拝島駅ロータリーへ乗り入れを開始、南口ロータリー内に「拝島駅」停留所を新設した。

### 拝島駅（南口ロータリー）
1番乗り場
- 立82：立川駅北口（内出東・拝島操車場経由）
- 昭32：昭島駅南口（内出東・拝島操車場・田中町団地経由）
- 拝11：拝島循環
- 拝12-2：拝島操車場（小荷田経由）

2番乗り場
- 拝16：福生団地中央
- 拝17：福生駅西口（福生団地中央経由）
- Aバス西ルート：昭島駅南口（下林経由）
- Aバス西ルート：昭島駅南口（下林・昭島市役所経由）

3番乗り場
- 高月02：純心女子学園
- 高月03：工学院大学

4番乗り場
- ひ06：京王八王子駅（ひよどり山トンネル経由）
- 福25：福生駅（小川・福生市役所経由）
- 拝01：阿伎留医療センター（秋川駅経由）

5番乗り場
- 立15-4：立川駅北口（松中団地・立川市役所経由）
- 立15-5：立川駅北口（松中団地・柏町二丁目経由）
- 拝19：福生営業所（内出東経由）
- 昭11：昭島駅南口（拝島駅北入口・堀向経由）

### 拝島駅北入口
東方向
- 立15-3：立川駅北口（松中団地・柏町二丁目経由）
- 昭11：昭島駅南口（堀向経由）

西方向
- 降車専用

## その他

### 留置線
駅の東側には広大な留置線が広がっている。かつては103系やE257系など疎開留置や乗務員訓練などのために各種車両が入線していた。現在は留置線が12本ある。

### 廃止された「日本一長い踏切」
上記留置線の付近にあった青梅線の倉庫前踏切、八高線の八高倉庫裏踏切、および西武拝島線の西武立川7号踏切の3つの踏切（昭島市道北143号 場所地図）は、青梅線と、八高線・西武拝島線に遮断が分かれていたものの、合わせると長さが130メートルあり、日本一長い踏切だった。
その長さから危険性も指摘されており、駅舎の橋上化で新設された自由通路に自転車を4台搭載可能なエレベーターが2009年（平成21年）5月20日に完成し、自転車を押して自由通路を往来できるようになった。これを理由に「倉庫前踏切」及び「八高倉庫裏・西武立川7号踏切」は、同月31日の最終列車通過後をもって廃止された。しかし、一部の住民からは反対の声も上がっていた。
その後、倉庫前踏切は「拝島構内踏切」と名称を変更し稼動し、関係者以外通行ができない。

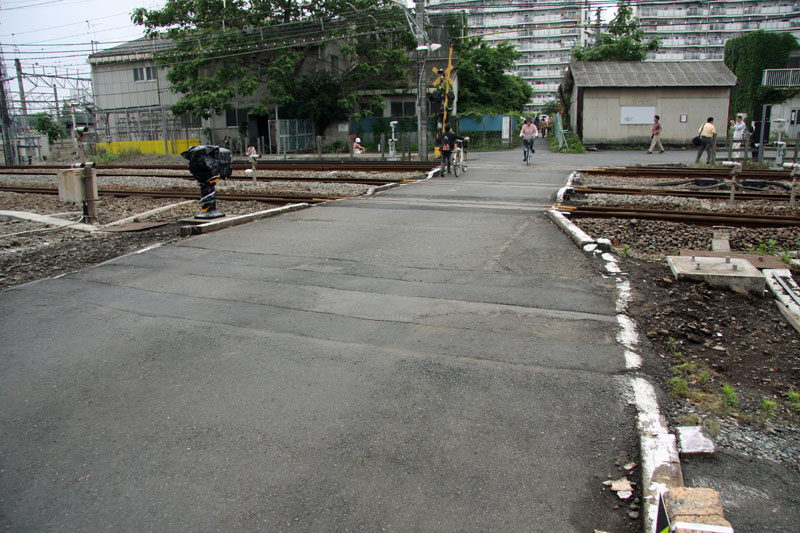
旧倉庫前踏切（2009年5月）
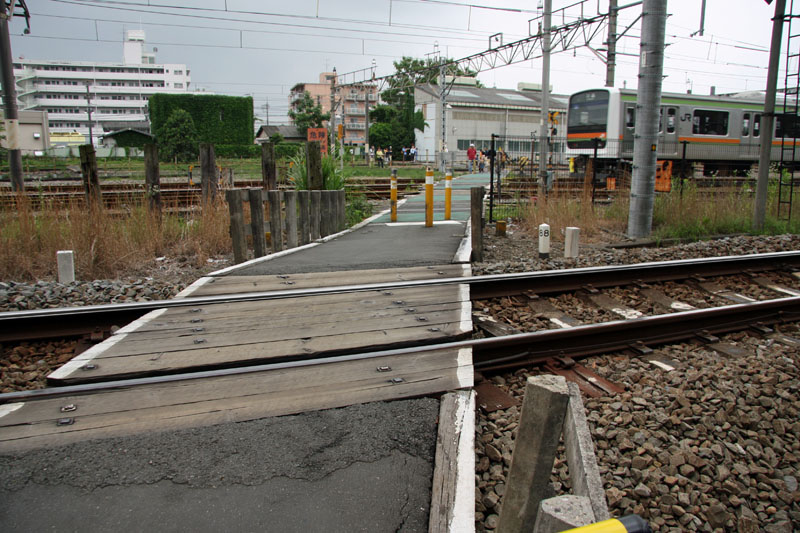
旧八高倉庫裏踏切（奥）と旧西武立川7号踏切（手前）（2009年5月）

## 隣の駅
東日本旅客鉄道（JR東日本）
 青梅線
■特別快速「ホリデー快速おくたま」（土休日のみ）
西立川駅 (JC 51) - 拝島駅 (JC 55) - 福生駅 (JC 57)
■通勤特快（平日上りのみ）・■青梅特快・■通勤快速（平日下りのみ）・■快速・■各駅停車（以上はいずれも青梅線内は各駅に停車）
昭島駅 (JC 54) - 拝島駅 (JC 55) - 牛浜駅 (JC 56)
 五日市線
（青梅線）昭島駅 (JC 54) - 拝島駅 (JC 55) - 熊川駅 (JC 81)
■ 八高線
小宮駅 - 拝島駅 - 東福生駅
西武鉄道
 拝島線
■拝島ライナー・■急行・■準急・■各駅停車（いずれも拝島線内では各駅に停車）
西武立川駅 (SS35) - 拝島駅 (SS36)